# Chamaedorea frondosa
Chamaedorea frondosa är en enhjärtbladig växtart som beskrevs av Hodel, Cast.Mont och Ramón Zúñiga. Chamaedorea frondosa ingår i släktet Chamaedorea och familjen Arecaceae.
Artens utbredningsområde är Honduras. Inga underarter finns listade i Catalogue of Life.